# 忍法剣士伝
『忍法剣士伝』（にんぽうけんしでん）は、山田風太郎による日本の小説。忍法帖シリーズの長編作品の一つ。初出は1967年（昭和42年）1月から8月『河北新報』その他。

## あらすじ
戦国の世に剣人達の保護者にして後援者であり、自らも剣士として知られた北畠具教。その元にも戦国の覇者、織田信長の手が伸びつつあった。北畠家が滅ぼされるか否かは、具教がその娘、旗姫を信長の息子茶筅丸(織田信雄)の嫁として差し出すことにかかっているという。そして当の旗姫は言った…その決定は具教に仕える伊賀忍者、木造京馬の言葉に従うと。
京馬は北畠を救うべく、旗姫の輿入れを意見するが、旗姫に恋慕する京馬の兄弟子、飯綱七郎太はそれを激しく拒絶する。そればかりか、旗姫の身を安全に保ちつつ近寄る者を無力化するため、幻術師果心居士から伝授された忍法「びるしゃな如来」を彼女にかけてしまう。それは、ひとたび彼女を見た者は彼女を手に入れずにはおかぬ執着心を抱かせつつ、彼女から一定の範囲をこえて近づくと激しく射精して脱力し、無力化されてしまうという恐るべき術だった。
そしてあろうことか術にとらわれたのは、北畠具教を案じて集結していた当代きっての剣士たち12人。姫の身を託された京馬は、彼女の身を彼らと、さらなる企みを持つ七郎太から守れるのか？ 姫に執着する剣士対剣士、そして忍法の戦いが、あてどない放浪のうちに始まった。

## 主な登場人物
木造京馬（きづくり きょうま）
北畠具教に仕える伊賀忍者。旗姫からの思いに気づかぬまま彼女を守る役目を負う。忠節無比で純情な性格で、他の女性からも思慕を寄せられつつ、それに気づかぬ朴念仁といっていい存在。彼自身も忍法「びるしゃな如来」の威力にさらされつつ、旗姫を超人的剣士たちから守り、放浪することになる。
飯綱七郎太（いづな しちろうた）
京馬からは兄弟子にあたる伊賀忍者。旗姫に恋着を抱いており、望まぬ輿入れを邪魔すべく忍法「びるしゃな如来」を使って、彼女をいかなる男も近寄れぬ存在としてしまう。それ以外の女性にはひどく冷淡な性格で、思いを寄せられていた主家服部の娘、お眉を術のための生贄としてしまうほど(そのお眉は京馬の思い人であった)。
忍法に絶大な自信を抱き、剣士を軽侮している。その粘着質な性格から旗姫や剣士たちを忍法の犠牲にし、末にはさらなる大事件の発端を作ることにもなる。
果心居士（かしんこじ）
幾多の文献や講談に伝えられる正体不明の幻術師。忍法帖シリーズでは他作品にも登場しており、目的不明に暗躍する。本作では、飯綱七郎太に「びるしゃな如来」「地獄如来」の忍法を伝授している。
また、上泉伊勢守との因縁に言及していて、以前の作品『伊賀忍法帖』との関連性を示している。

### 剣士たち
北畠具教の元に集った剣士たちで、「びるしゃな如来」の忍法に惑わされ、相争うことになる。
林崎甚助（はやしざき じんすけ）
林崎流居合抜刀術の開祖。居合術そのものの祖ともされる。
片山伯耆守（かたやま ほうきのかみ）
居合抜刀術「一貫流」の開祖。
諸岡一羽（もろおか いちう）
天真正伝神道流の達人。
富田勢源（とだ せいげん）
中条流の達人にして富田流小太刀の開祖。
宮本無二斎（みやもと むにさい）
十手の達人。宮本武蔵の父と伝えられる。
吉岡拳法（よしおか けんぽう）
吉岡流の開祖。その子である吉岡兄弟は宮本武蔵と戦って敗れたといわれる。
宝蔵院胤栄（ほうぞういん いんえい）
宝蔵院流槍術の開祖。
柳生石舟斎（やぎゅう せきしゅうさい）
本名は柳生新左衛門。柳生新陰流の始祖。
鐘捲自斎（かねまき じさい）
中条流の達人。元は小田原北条氏に仕えた身。
伊藤弥五郎（いとう やごろう）
後の一刀流の開祖、伊藤一刀斎。鐘巻自斎の弟子。
上泉伊勢守（かみいずみ いせのかみ）
諸国を放浪して剣術を伝えたとされる剣豪。柳生石舟斎の師であり、新陰流の祖。
塚原卜伝（つかはら ぼくでん）
新当流(卜伝流)の祖。本作品に登場する諸岡一羽、上泉伊勢守の師でもある。

## 目録
1.  灰燼の中から
2.  大剣士軍
3.  呪忍変
4.  さまよう日輪
5.  鬼速抜刀術
6.  魔剣 ● 盲剣
7.  二門先代記
8.  天正月影抄
9.  無惨一刀流
10. 如来闇夜

## 劇画
劇画化作品が、『コミック乱ツインズ』（リイド社）にて、2008年9月号から2010年2月号まで連載された。作画は土山しげる。

### 単行本
- 土山しげる『忍法剣士伝』メディアファクトリー〈SPコミックス〉、全2巻
  1. 2009年4月27日発売 ISBN 978-4-8458-3801-1
  2. 2010年5月19日発売 ISBN 978-4-8458-3803-5